# Tussentijd
Tussentijd (Engels: Between time) is een artistiek kunstwerk in Amsterdam-Centrum.

## Beeldengroep
Het kunstwerk werd gebouwd op een terrein waar tot in de 19e eeuw het bolwerk Zeeburg was gesitueerd. Daarna diende ze enig tijd tot op- en overslagterrein van Van Gend & Loos. Toen ook dit bedrijf vertrok en Amsterdam op zoek ging naar nieuwe bouwlocaties, kwam wat begin 21e eeuw het Funenpark (park en woningbouw) zou worden. Alvorens hiertoe te kunnen overgaan werd archeologisch onderzoek gedaan, waarbij de nodige potten en pannen tevoorschijn kwamen. Vanuit historisch oogpunt was belangrijker dat ook de ondergrond van het bolwerk (weer) zichtbaar werd.
Kunstenaar Gabriël Lester was naar eigen zeggen al op jonge leeftijd in de grond op zoek naar scherven etc. Hij kreeg de opdracht nadat de gemeente Amsterdam drie kunstenaars had aangeschreven voor een werk. Hij kwam in de periode 2009 tot 2012 met een beeldengroep bestaande uit vijf grote scherven, die de kijker door het park leidden. In 2020 zijn er nog vier over. De scherven hebben dezelfde kleuren; een gepolijste witachtige roestvast stelen binnenschil en een bruine ongepolijste cortenstalen buitenschil. Sommigen zien dat de scherven een serie vormen, tenminste als men aan de Cruquiuskade begint. De eerste scherf nodigt door haar vorm uit de ruimte binnen te gaan. Beeld twee heeft de vorm van een silhouet van een ijsschots. Beeld nummer drie is het grootst; zij beschermt als het ware de sinds de inrichting van het park aan het oppervlak liggende contouren van het bolwerk. Anderzijds kan het ook gezien worden als een golf die het bolwerk gaat overspoelen. Het bolwerk vormde eens de te beschermen buitengrens van Amsterdam. De laatste in de reeks is weer een schots. De buitenzijden van de objecten zijn door Richard Niessen, grafisch ontwerper, voorzien van oude schematische landkaarten van dit gebied. De groep werd op 22 september 2012 onthuld. 

## Afbeeldingen

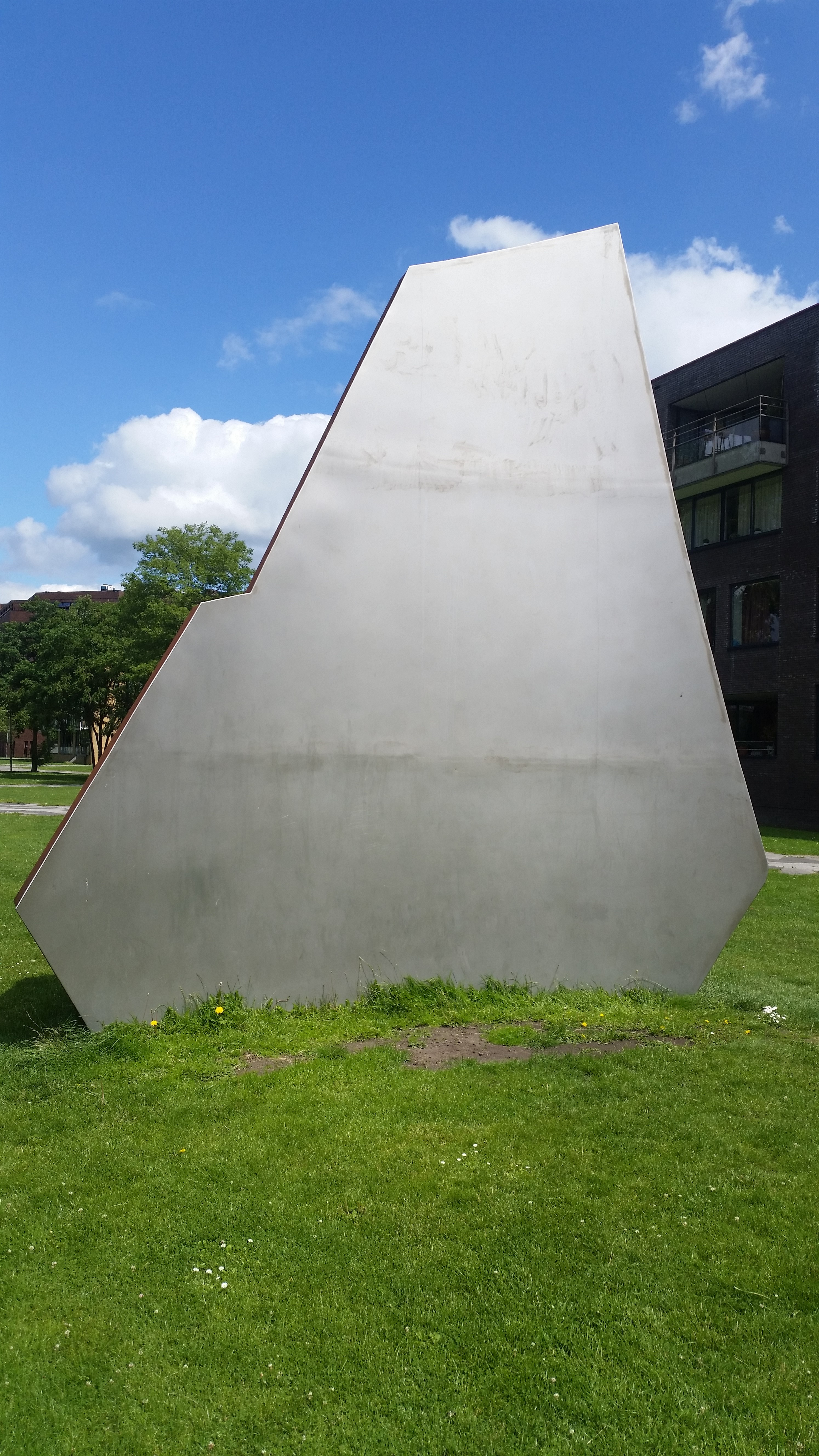
IJsschots (juli 2020)
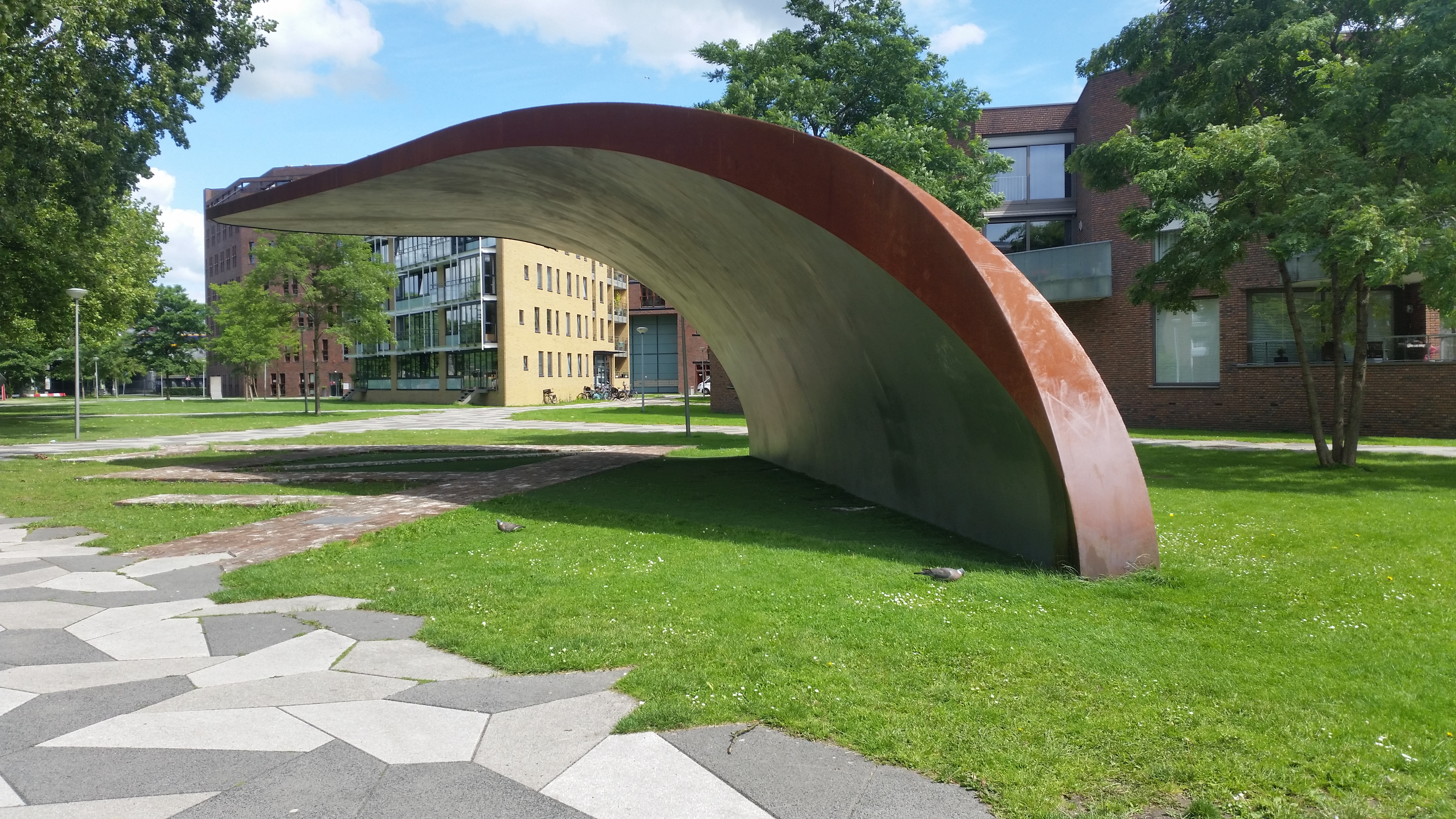
Overkapping restanten bolwerk (juli 2020)
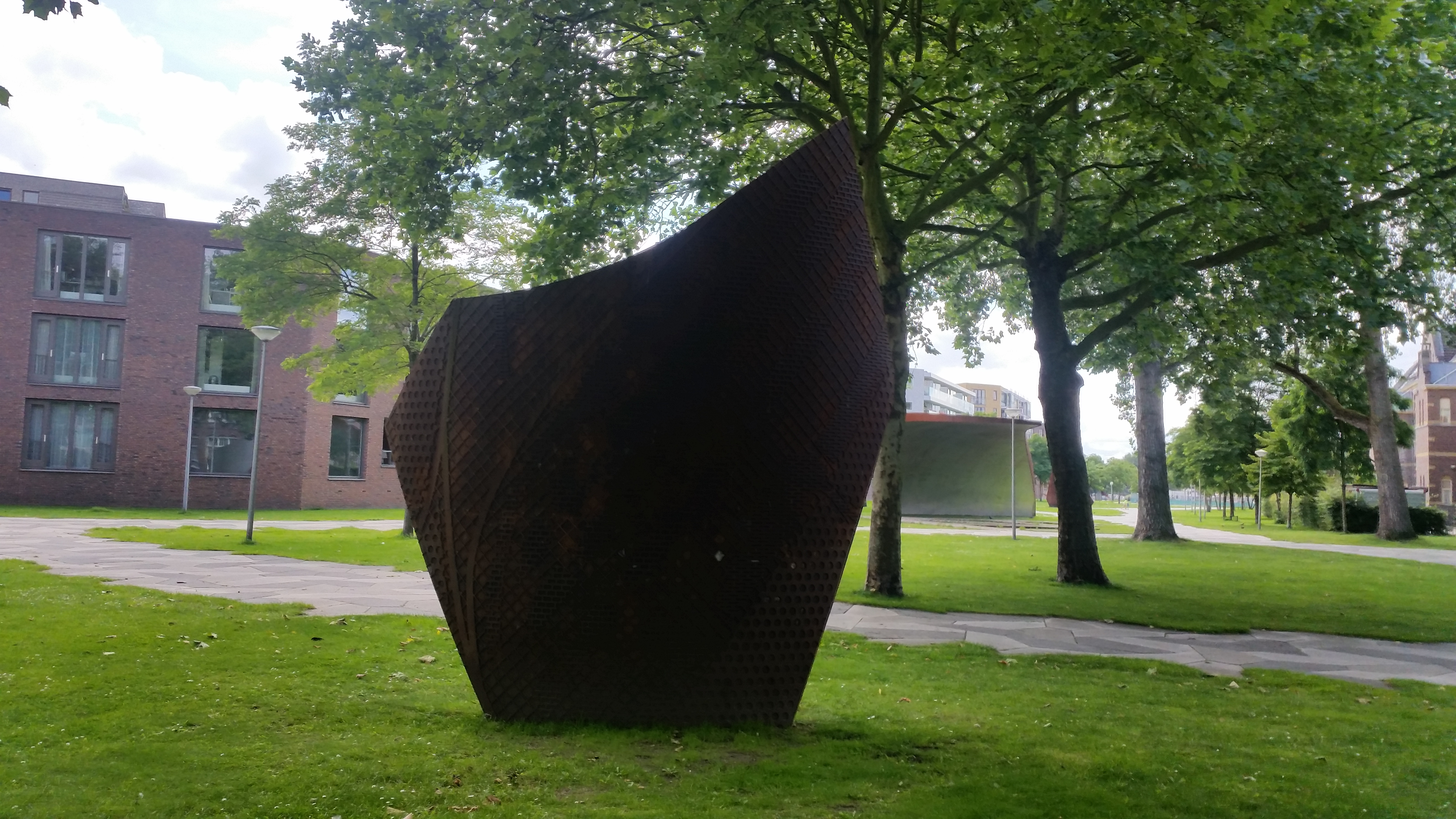
Tweede ijsschots (juli 2020)
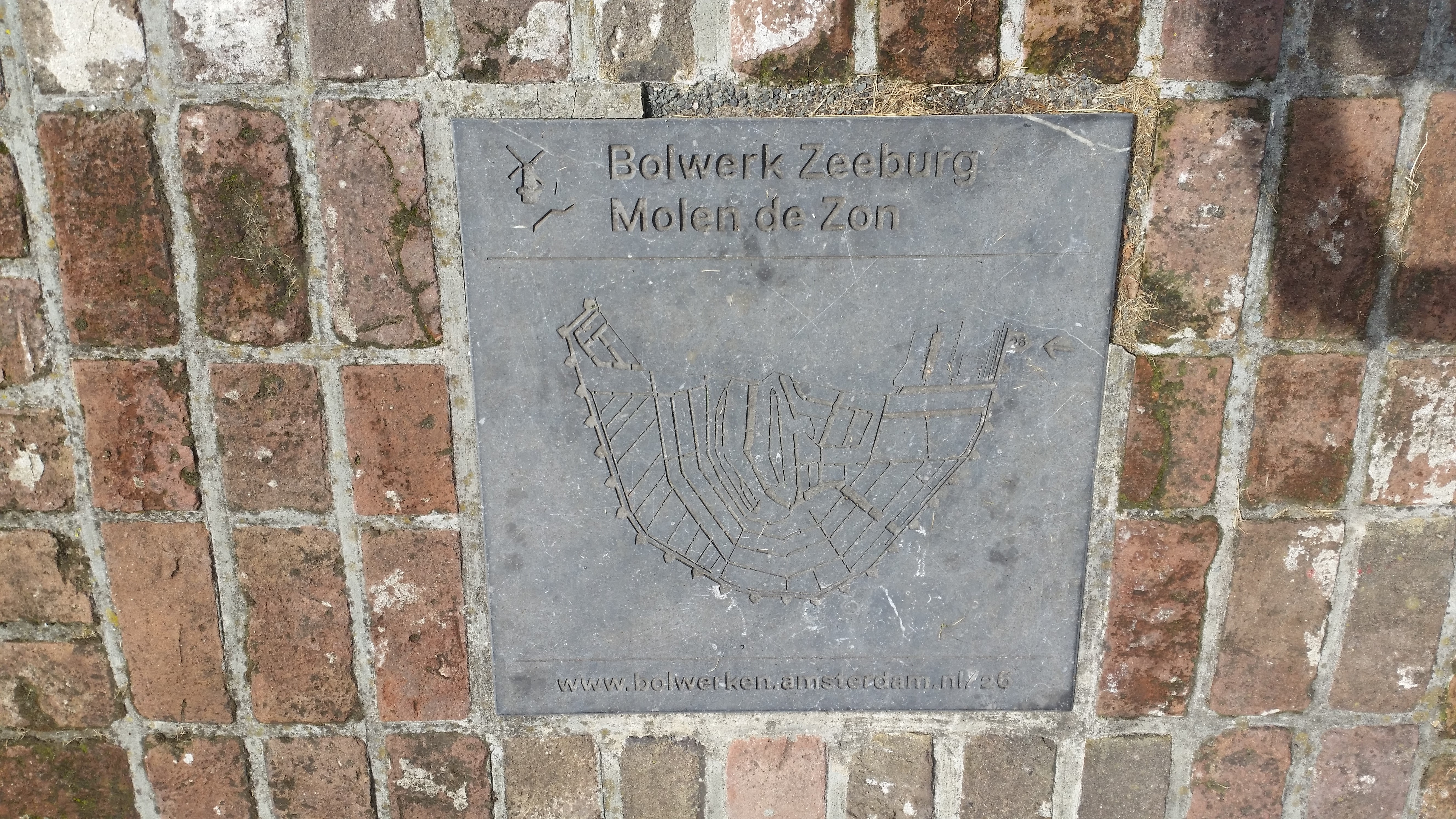
Bolwerken Amsterdam (juli 2020)